# Bridgeport (Nebraska)
Pour les articles homonymes, voir Bridgeport.
La ville de Bridgeport est le siège du comté de Morrill, dans l'État de Nebraska, aux États-Unis. Elle comptait 1 594 habitants lors du recensement de 2000.